# Щербаковский (природный парк)
Природный парк «Щербаковский» — природный парк, расположенный вдоль Волги, на территории Камышинского района Волгоградской области. Создан в 2002 году. Находится под управлением одноимённого государственного учреждения (ГУ).
Природный парк «Щербаковский» был организован в целях сохранения природно-территориального комплекса, расположенного в Камышинском районе на границе с Саратовской областью. Общая площадь парка составляет около 35 тыс. га. Дирекция парка располагается в селе Верхняя Добринка, находящемся в 250 км от г. Волгограда и 50 км от районного центра — г. Камышин.

## Описание

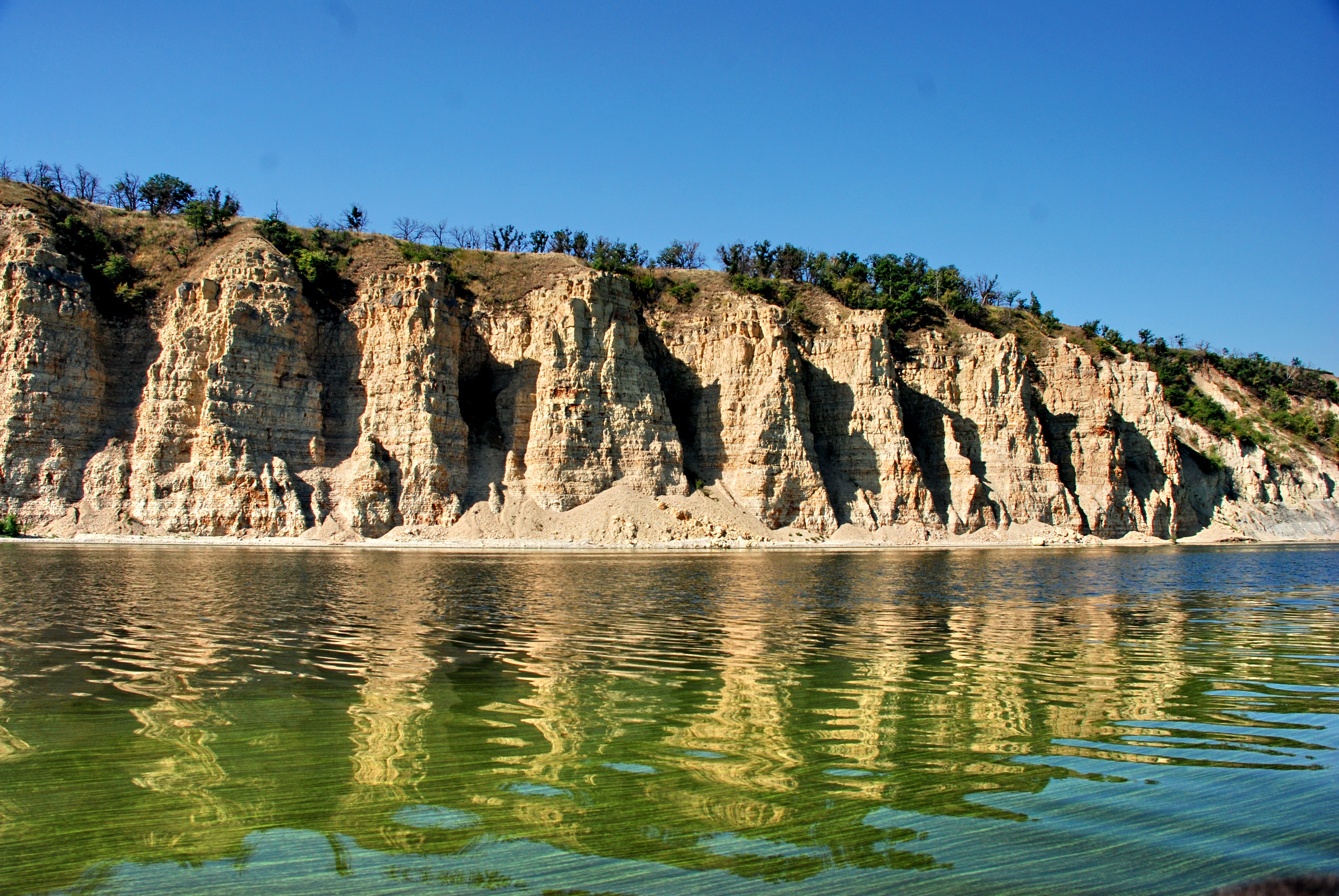
Скалы «Столбичи»

Уникальность природы Щербаковской излучины состоит в сочетании различных природных комплексов и объектов — оползневых амфитеатров и бугров, карстовых полей, целинных типчаково-ковыльных степей, нагорных и байрачных лесов, долинных экосистем.

В парке «Щербаковский» четыре зоны: природоохранная, рекреационная, буферная и агрохозяйственная. Задача природоохранной — сохранить уникальные природные комплексы. По рекреационной зоне проходят туристические маршруты и экологические тропы — «Волжская Швейцария», «Ураков бугор», «Щербаковская балка», «Даниловский овраг» и другие. В агрохозяйственном секторе действует ограничивающий режим. Там может вестись сельскохозяйственная деятельность, не наносящая вреда природе.
Вблизи Уракова бугра находится мезолитическая мастерская (средний каменный век). Возраст стоянки 10-11 тыс. лет. Уникальным памятником катакомбной культуры (бронзовый век) является Терновское городище. А Терновское селище — золотордынское поселение XIV века..
Известен достоверный факт перехода реки Итиль (Волга) ордами хана Батыя.

## Флора

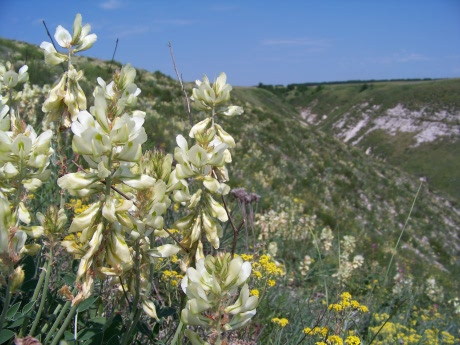
Копеечник крупноцветковый

Богатство растительного мира обусловлено наличием типчаково-ковыльных и типчаково-полынных участков степи; байрачных, нагорных, а по долинам речек пойменных лесов; а также обилием рукотворных лесонасаждений. На территории парка встречаются редкие виды растений, занесённые в красные книги различных рангов. Это копеечник крупноцветковый, прострелы луговой и раскрытый, рябчик русский, серпуха донская, смолёвка Гельмана, тюльпан Геснера, брандушка разноцветная, ирис карликовый, норичник меловой, гониолимон высокий, кизильник алаунский, кермек Бунге, спирея Литвинова, горец альпийский, смолёвка башкирская, катран шершавый, василёк русский, и др.

## Фауна
Животный мир представлен ценными охотничье-промысловыми видами, такими как лось, кабан, косуля, олень благородный, барсук, лиса, заяц-русак. По долинам рек и в заливах водятся обыкновенный бобр, ондатра, норка американская и норка европейская. Из птиц встречаются: орлан-белохвост, могильник, большой подорлик и малый подорлик, балобан, скопа, стрепет, авдотка, дрофа. Щербаковская излучина Волги получила статус ключевой орнитологической территории международного значения.

## Достопримечательности
Памятники природы:
- Щербаковская балка
- «Столбичи» — отвесная береговая стена, сложенная опоками желтовато-серого цвета палеогенового возраста, которая в ходе экзогенных процессов расчленена на десять высоких (высотой до 80 м) башен.[7]

Помимо имеющихся на территории парка памятников природы высокую ценность представляет природная достопримечательность «Ураков бугор».

## Мероприятия
На территории парка проводится конкурс авторской песни «Волжские просторы». В 2009 году фестиваль проводился на фестивальной поляне «Балка Патриарших дубов». Цель проведения конкурса — развитие творческого потенциала индивидуальных исполнителей, творческих объединений и клубов авторской песни, популяризация деятельности природного парка и расширение сферы предлагаемых услуг, воспитание бережного отношения к природе и окружающей среде.
Весной проходит областной детский экологический праздник «День птиц», цель которого — привлечения внимания горожан — детей и взрослых — к проблемам охраны птиц в весенний период и создания условий для гнездования в зелёной зоне области. Праздник приурочен к 1 апреля — Международному дню птиц.